# エルンスト・レーム
エルンスト・ユリウス・ギュンター・レーム（ドイツ語: Ernst Julius Günther Röhm、1887年11月28日 - 1934年7月1日）は、ドイツの陸軍軍人、政治家。
アドルフ・ヒトラーの盟友として、国民社会主義ドイツ労働者党（ナチ党）の草創と発展に大きく関与し、ナチ党の準軍事組織である突撃隊（SA）の幕僚長として統率して同党の政権把握に大きく貢献した。のちにヒトラーと路線対立し、粛清された。

## 生涯

### 前半生
レームは1887年11月28日、ドイツ帝国バイエルン王国首都ミュンヘンにバイエルン王立鉄道管理官グイド・ユリウス・ヨーゼフ・レーム（Guido Julius Josef Röhm）とその妻ゾフィア・エミリエ（Sofia Emilie、旧姓Baltheiser）の間の次男として生まれた。レーム家はバイエルンの旧家であり、父の地位も高かったが、給料が多いわけではなかった。
1906年にミュンヘンのマクシミリアン＝ギムナジウムを卒業したレームは、バイエルン王国陸軍第10歩兵連隊「ルートヴィヒ皇太子」に入隊した。1907年に士官候補生の試験に合格し、同年から1908年までミュンヘン士官学校で学び、1908年3月に少尉に任官した。

### 第一次世界大戦
レームはバイエルン第10野戦砲兵連隊に配属され、1914年8月に第一次世界大戦が勃発すると、第一大隊副官として西部戦線に従軍した。
大戦中にレームは3度も重傷を負っている。開戦の翌月に国境のロレーヌ地方で顔面に銃弾を受け、のちにトレードマークになる、鼻筋は削ぎ取られ、頬がえぐられる重傷を負った。また1916年6月、激戦となったヴェルダン要塞のティオモン堡塁攻防戦に参加し、胸部に重傷を負って予備軍病院に入院した。退院後の1916年10月からバイエルン戦争省に勤務した。
1917年5月から前線に戻り、1918年5月まで第12バイエルン師団の将官付副官（Ordonnanzoffizier）兼補給将校（nachschuboffizier）としてルーマニアとフランスで戦った。1918年5月から同師団の第2参謀将校として勤務する。10月にスペイン風邪に罹患し、一時は生存が危ぶまれたが、なんとか回復したところで11月の終戦を迎えた。
終戦時の階級は陸軍大尉。また戦功で、一級鉄十字章、二級鉄十字章、戦傷章銀章などを受章した。

### 義勇軍参加とレーテ共和国打倒
終戦後、1919年1月から3月までインゴルシュタットのバイエルン第11歩兵旅団で副官となった。ついで1919年5月から7月までミュンヘン総司令部の政治保安部で参謀長を務めた。
1919年4月にミュンヘンで赤色革命が発生した。ドイツ社会民主党（SPD）のヨハネス・ホフマン政権はバンベルクに追われ、ソ連赤化工作員やドイツ共産党によって社会主義政権バイエルン・レーテ共和国が樹立された。4月14日にホフマン政権はレーテ共和国の武力討伐を決定し、バイエルン住民に対して義勇軍を結成し、レーテ共和国と闘うことを呼びかけた。この呼びかけによりバイエルンではフランツ・フォン・エップ大佐率いる「エップ義勇軍」、トゥーレ協会が組織した「オーバーラント義勇軍」、バイエルン州森林監督官ゲオルク・エシェリヒ率いる「郷土軍」などが次々と編成された。
レームも義勇軍に参加するためミュンヘンを離れ、オーレンドルフへ移り、同地に司令部をおいていたエップ義勇軍に参加し、フォン・エップ大佐から装備と兵站を任せられた。彼はここで抜群の組織能力を発揮し、この後、義勇軍の組織が軍における彼の主任務となっていく。
エップ義勇軍を含む政府軍6万人は5月1日から3日にかけてミュンヘンに攻めのぼり、バイエルン・レーテ共和国を壊滅させることに成功した。

### 第7軍管区司令部で義勇軍の編成と維持の任務
ミュンヘンを占領したアルノルト・フォン・メール将軍率いる政府軍は第7軍管区司令部を名乗り、軍の再編成を開始した。その中でレームは都市司令部兵站部長に任命され、義勇軍と郷土軍の強化する任務を与えられた。
1919年6月28日にヴェルサイユ条約が締結され、ドイツの陸軍兵力は10万人に限定され、重火器、戦車、航空機、潜水艦の所持は禁止された。この兵力不足を補うためにベルリンの国防省もバイエルンの第7軍管区司令部も民間の準軍事組織の育成・強化に本腰を入れるようになったのでレームの任務も重要性を増した。レームは与えられた任務以上の活動を精力的にこなした。
1919年7月には第7軍将校の政治団体である「鉄拳団」の創設に携わり、レームはその首領的存在となった。鉄拳団にはアドルフ・ヒトラーの上司であるカール・マイヤー大尉も参加しており、部下である彼を集会に連れてきたことにより、2人は知り合うことになった。1920年1月にはミュンヘンの右翼政党ドイツ労働者党（DAP）に入党した（党員番号623）。翌月DAPは国家社会主義ドイツ労働者党へと改組された。
ベルリンのカップ一揆に触発されて、1920年3月13日にバイエルンでグスタフ・フォン・カール、郷土軍司令官ゲオルク・エシェリヒ、ミュンヘン警視総監エルンスト・ペーナーらによるホフマン社民党政権打倒の無血クーデタがあったが、レームもこれに参加している。この無血クーデターによってバイエルンに右翼的なカール政権が誕生した。
カップ一揆が失敗に終わった後、1920年から1921年にかけてヘルマン・ミュラー内閣やヨーゼフ・ヴィルト内閣はヴェルサイユ条約の遵守のために義勇軍や郷土軍に解散命令を出したが、バイエルン州のカール政府は当初この解散命令を無視した。だがドイツ内外からの圧力は激しく、カール政府も1921年6月28日には解散に同意した。レームはもちろん義勇軍解散に反対の立場であり、自分が編成した義勇軍をなんとか存続させる道を模索した。
解雇された義勇軍・郷土軍兵士を集めて、ニュルンベルクに「国旗防衛団」、ニーダーバイエルンに「ニーダーバイエルン闘争団」を創設し、義勇軍の維持を図った。ナチ党の党首にヒトラーが就任するのを支援し、彼に要請して突撃隊司令官にエアハルト海兵旅団から生まれた右翼テロ組織「コンスル」のメンバーであるハンス・ウルリヒ・クリンチュ元海軍少尉を付けた。レームとクリンチュは突撃隊にも続々と義勇軍を送り込んだ。
当時のレームは、バイエルンの右翼団体をすべて軍事化して国軍第7軍に組み込み、ムッソリーニのローマ進軍に倣ってベルリン進軍を行うという雄大な計画を持っていたという。レームは1923年3月に突撃隊を第7軍の指揮下に組み込んだ。
1923年8月13日にグスタフ・シュトレーゼマン内閣が誕生。彼は、これまで政府が取ってきたフランス軍ルール地方占領への「受動的抵抗」路線を放棄し、西欧列強との関係回復を目指した。これに左右両方から批判が起こった。ナチ党を含むバイエルンの右翼たちの間では、ベルリン進軍を望む声が高まった。1923年9月26日にレームは第7軍管区司令部に除隊願を出して軍を退役し、ヒトラーの下にはせ参じた。

### ミュンヘン一揆

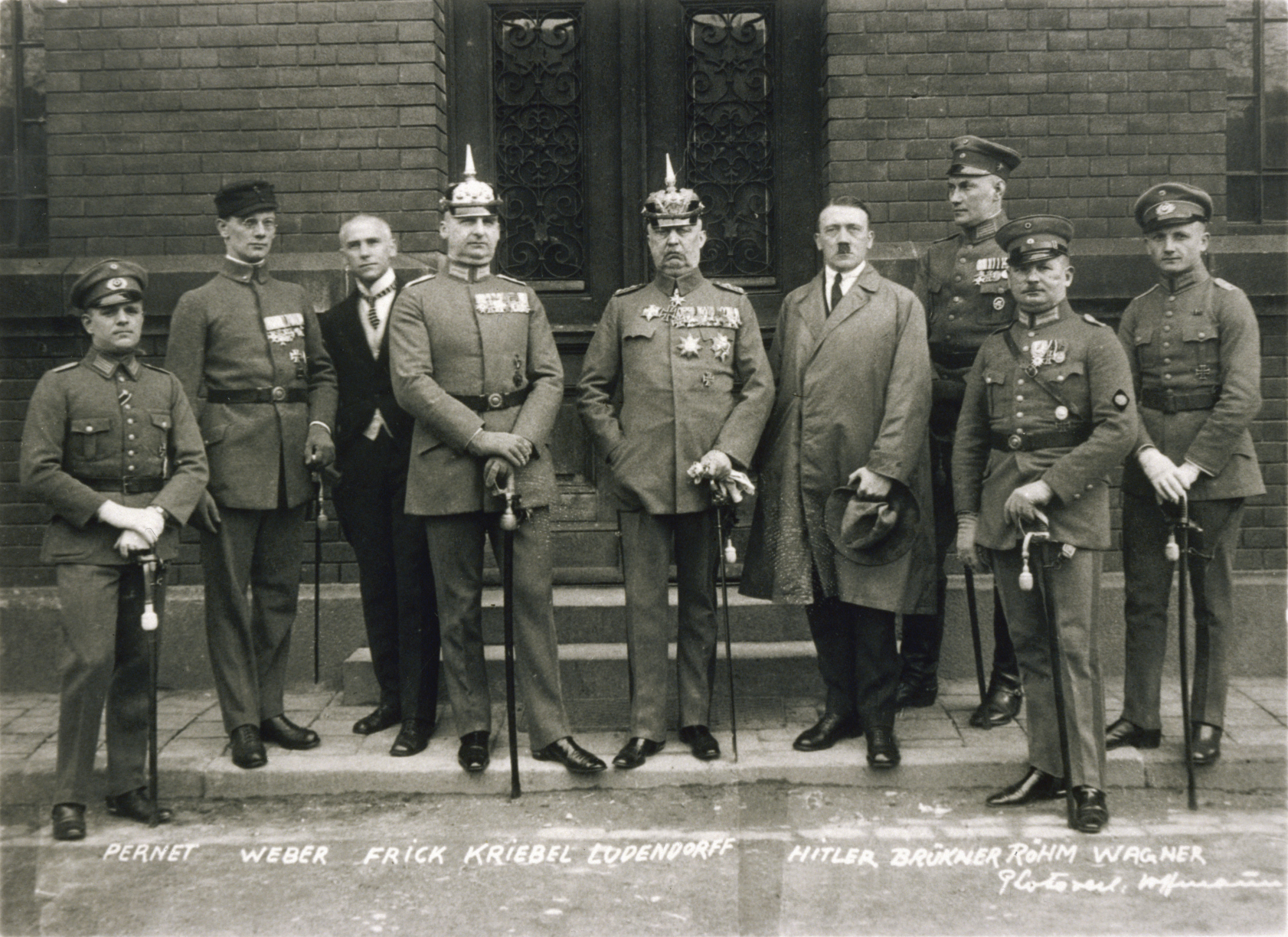
1924年4月1日、ミュンヘン一揆裁判判決の日の記念写真。右から二人目がレーム。中央はルーデンドルフ大将。その右はヒトラー。

1923年11月8日夜から9日にかけて、バイエルン州総督グスタフ・フォン・カールにベルリン進軍を促すため、ヒトラーやエーリヒ・ルーデンドルフ大将とともに一揆を起こした。レームは「軍旗団」や「ミュンヘン闘争団」、突撃隊の一部を率いてバイエルン戦争省の軍司令部を制圧した。ついで都市司令部の制圧に向かったが、当直将校に追い返されてしまった。
11月9日朝、ヒトラーとルーデンドルフがオデオン広場へ行進を開始。しかしバイエルン州警察の銃撃を受け、一揆勢は総崩れとなった。軍司令部を占拠していたレームたちもこれを聞き、午後2時頃に鎮圧軍に投降した。
1924年2月26日からヒトラーやルーデンドルフらとともに「ミュンヘン人民法廷」にかけられた。4月1日の判決でレームは1年3カ月の禁固刑に処されたが、すぐに仮釈放となった。ランツベルク刑務所に入る事になったヒトラーはレームに突撃隊の総指揮を委任した。

### 一揆後のナチ党禁止命令中の活動
ミュンヘン一揆の失敗でナチ党も突撃隊も解散させられた。レームは突撃隊の再建のためにはルーデンドルフの名声が必要不可欠と考えていた。そのためレームは、彼が賓客になっていたドイツ民族自由党とナチ残党勢力の合同政党「民族主義＝社会主義ブロック」からの国会議員選挙への出馬要請を喜んで受けた。レームは1924年5月4日の国会議員選挙で当選を果たした。
5月31日にザルツブルクにかつての突撃隊幹部を招集し、ミュンヘンに本部を置く準軍事組織「フロントバン」の結成を命じた。8月28日にフロントバン設立大会を開き、同組織はヒトラー、ルーデンドルフ、アルブレヒト・フォン・グレーフェ（ドイツ民族自由党党首）の三人に忠誠を誓うものとした。フロンバンの隊員は義勇軍からかき集められ、隊員数は3万人にも上った（対して突撃隊はミュンヘン一揆の際にせいぜい3000人程度の規模だった）。
6月12日に民族主義＝社会主義ブロックが「国家社会主義自由運動」に改組された。全国執行部はルーデンドルフ、グレーフェ、グレゴール・シュトラッサーの三人で構成された。しかし、この組織の宣伝と組織活動は主としてシュトラッサーとレームが担当していた。
ヒトラーの仮釈放はバイエルン州法相フランツ・ギュルトナーやミュンヘン警視総監ペーナーら国粋主義者たちの尽力によって1924年10月1日に予定されていたが、レームのフロントバン活動を危険視した弁護士会からの抗議により、12月20日まで伸ばされた。

### ヒトラーと一時袂を分かつ
1924年12月20日にヒトラーはランツベルク刑務所を仮釈放された。1925年1月4日にヒトラーはギュルトナーの仲介によって、バイエルン州首相ハインリヒ・ヘルトと会談し、二度と非合法活動を行わない事や共産主義者に対する闘いに協力する事を条件にナチ党禁止命令解除の約束を得た。
ヒトラーはルーデンドルフやドイツ民族自由党と袂を分かち、1925年2月27日にビュルガーブロイケラーにおいてナチ党再結党式を行ったが、ルーデンドルフの下で働いてきたレームは、出席を見合わせている。
レームはヒトラーとルーデンドルフの和解を求めており、またフロントバンや突撃隊をナチ党から独立した準軍事組織（国軍補助兵力）にしたがっていた。しかしヒトラーはこれを認めず、両者は最終的に4月16日から17日にかけての会談で決裂し、レームはフロントバンと突撃隊の司令官を辞した。4月30日にはヒトラーに友情を確認する手紙を書いたが無視された。結局レームは政界からの引退を宣言することになった。
1928年には軍事顧問を必要とするボリビア政府の招聘に応じて南米に渡った。レームはヒトラーと別れる時、「お前はいつか俺を必要とするだろう。その日が来たら朝6時に凱旋門へ来い。そこには俺もいるはずだ。」と述べて去っていった。

### ボリビアで軍事顧問
1928年12月、19歳の学生だったマルティン・シャッツルを連れて蒸気船「カプ・ポロニオ」に乗り込み、1929年1月にブエノスアイレスに到着。列車でボリビアのラパスに向かった。1929年1月からボリビア陸軍に中佐階級で迎えられ、軍事顧問および2つの歩兵連隊の監査官に就任した。当時のボリビア陸軍はドイツから招かれたハンス・クント将軍が軍務大臣として指揮しており、レームも彼とともに仕事をした。

### 突撃隊幕僚長

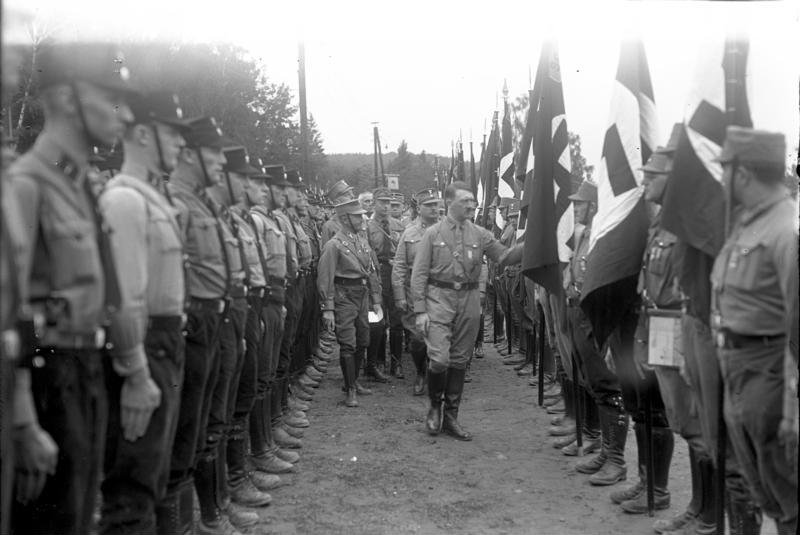
1931年9月、突撃隊員を閲兵するヒトラーとレーム

1930年8月、突撃隊最高指導者フランツ・プフェファー・フォン・ザロモンは、1930年9月4日に行われる国会選挙の候補者名簿に突撃隊員をもっと加えるようヒトラーに要求し、対立を深めた。結局ザロモンは1930年8月12日に職を辞した。さらに、ベルリン東部地区突撃隊副司令官ヴァルター・シュテンネスが党指導部に対して反乱を起こすなど、突撃隊を巡る情勢は不穏になった。
ヒトラー自らが突撃隊最高指導者に就任したが、この状況を抑えられる人物は一人しか思いつかなかった。ただちにボリビアのレームと連絡を取り、職を受けてほしいと打診した。レームは了承し、1930年11月1日にドイツに帰国し、ナチ党に再入党した（党員番号41）。そして1931年1月5日に正式に突撃隊幕僚長に就任した。レームは、隊員が反乱を起こしてもすぐさま鎮圧できるよう、1931年春に突撃隊の中央集権化をすすめる組織改革を行った。
1931年4月、シュテンネスの再反乱で彼の一派1万人が党と突撃隊を去ることとなった。しかしながら、世界恐慌の影響で巷には失業者があふれかえっており、彼らは反資本主義的な政治的急進派となって、ナチ党や突撃隊に続々と参加した。1930年には7万人だった突撃隊隊員数は、1931年末には17万人、政権掌握直前には70万人に達した。そのため突撃隊はますます過激化し、隊員達はヒトラーの｢合法路線｣にしびれを切らして、武装蜂起を求めるようになった。レームも隊員の不満を抑えるために、こうした声を代弁するようになり、1931年末にはヒトラーに武装蜂起を進言している。
突撃隊員の街頭などでの暴力的な活動が増えたため、1932年4月13日にハインリヒ・ブリューニング首相やヴィルヘルム・グレーナー内相の進言により、パウル・フォン・ヒンデンブルク大統領が突撃隊と親衛隊の活動禁止命令を出した。5月8日にヒトラーとレームは、ナチ党弾圧の命令に反対していた大統領側近クルト・フォン・シュライヒャー将軍と面会し、ブリューニングとグレーナーの失脚工作について話し合った。シュライヒャーとナチ党は5月13日にグレーナーを辞職させ、つづいて5月30日にはブリューニング内閣を総辞職に追い込んだ。その後、シュライヒャーの推薦によって首相に就任したフランツ・フォン・パーペンは6月16日に禁止令を解除した。

### ナチ党政権獲得後

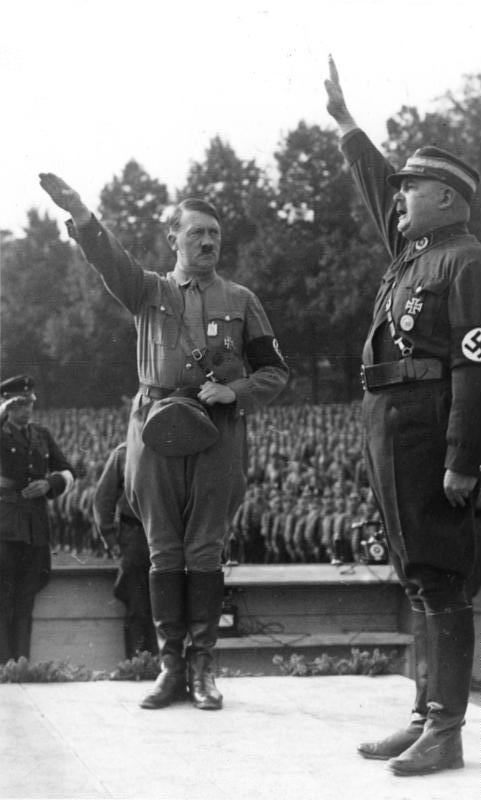
1933年8月にニュルンベルクで行われたナチ党党大会。ヒトラーとレーム。

1933年1月30日にヒトラー内閣が発足したが、国軍への配慮のためかレームには閣僚職は与えられなかった。
1933年3月5日に行われた国会議員選挙でナチ党は44.1%を得票し、連立与党国家人民党と合わせて過半数を得た。ナチ党政権は、この選挙結果は党が国民の信任を受けている証拠として、党が参加していない州の政権は民意を反映していないので退陣すべきと主張し、各州に対する介入を開始した。
しかしバイエルン州首相ハインリヒ・ヘルトは、ナチ党の介入に反抗した。そのため3月9日にレームは、フォン・エップやヴァーグナー、ヒムラーらとともにヘルト政権の解体にあたった。翌3月10日、バイエルン州の国家弁務官となったフォン・エップよりレームは州委員に任命された。
レームは3月12日に、バイエルンの7つの群知事庁に治安維持と政敵排除に責任を負う「突撃隊最高指導部特別委員」を設置させ、彼らの指揮下に突撃隊を補助警察官として採用した。レームはこの制度を他の州にも導入させようと図り、5月にプロイセン州で導入され、その後他の州も続々と導入した。突撃隊員達は補助警察官としてドイツ各地で政敵を予防検束していった。
しかし、ヒトラーも内相ヴィルヘルム・フリックもプロイセン州首相・内相ヘルマン・ゲーリングも、突撃隊に警察権限を認めることには反対だった。ゲーリングは、1933年8月には補助警官隊に解散を命じ、他の州も続々とゲーリングに倣って補助警官隊を解散させた。ごく一部の突撃隊員が正規の警察官として採用されたが、他の大多数の突撃隊員は補助警察官として支給されていた給料を切られ、失業した。そのため突撃隊の不満が高まり、彼らは公然と「第二革命」を叫ぶようになり、1933年8月以降各地で暴動を起こすようになった。
突撃隊員の声を代弁するレームもこれに同調し、ヒトラーの革命終了宣言に抵抗した。レームは9月1日にバイエルンの突撃隊最高指導部特別委員制度を廃止し、かわりにバイエルン州政府に突撃隊特別全権官、群政府に突撃隊特別委任官を置いた。彼らの任務は「国家社会主義革命による発展が続けられているかを官庁と協力しながら監視する」ことであった。これによって地方行政機関を第二革命に動かそうとしたのだった。10月にはゲーリングの支配するプロイセン州にも突撃隊特別全権官の設置を認めさせた。ゲーリングは突撃隊政治部長ゲオルク・フォン・デッテンから国会議事堂放火事件の真相を暴露すると強請られて渋々認めたという。各州もプロイセン州に倣って突撃隊特別全権官の設置を認めた。結果、突撃隊特別全権官による行政への横やりや命令無視が横行し、ヒトラー政権は早晩崩壊するだろうという噂がたった。

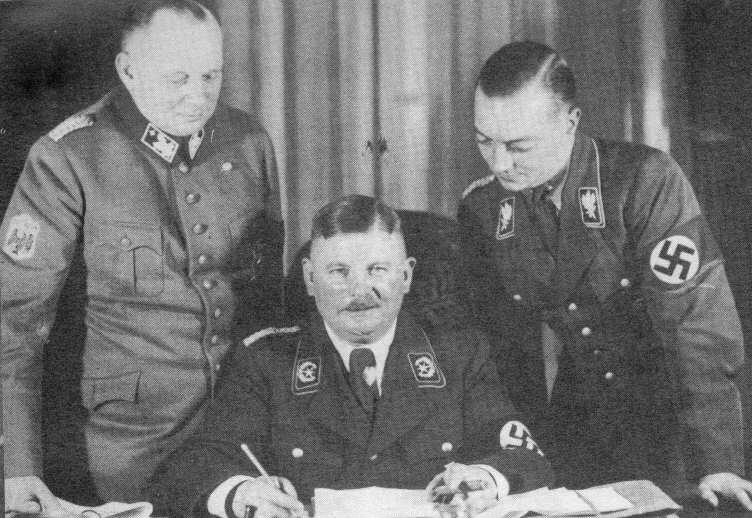
無任所相に任命された直後のレーム。左はフランツ・フォン・シュテファニー。右はカール・エルンスト。

ヒトラーは突撃隊特別全権官と州政府を少しでも一体化させるため、1933年12月1日に党と州の統一のための法律を成立させるとともに、レームを無任所相に任じた。ゲーリングは12月15日に「プロイセン州市町村制度法」を導入して、市町村の地方評議会メンバーを25歳以上に限定すると定めることで、若者がほとんどを占める突撃隊員をプロイセンの地方自治から締め出した。

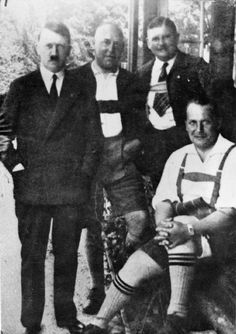
ベルヒテスガーデンのヒトラーの山荘にて（左から）　ヒトラー、シュトラッサー、レーム　、（手前）ゲーリング　　（1932年）

国際連盟脱退によって、ポーランドとフランスが侵攻してくるのではないかという危機感がドイツで高まり、再軍備問題が関心を集めるようになると、レームは1934年1月15日に突撃隊特別全権官の任務を「反国家的陰謀との闘争」に限定させるなど第二革命問題で一定の譲歩の姿勢を見せるようになったが、代わりに再軍備問題に関連して突撃隊をドイツの正規軍にするという野望を本格的に抱くようになった。突撃隊を正規軍にすることができれば隊員の失業問題は大きく改善し、革命など起こす必要はなくなるため、レームは第二革命より突撃隊正規軍化に力を入れるようになった。

### 軍との軋轢
レームの軍事的野心は正規軍である国軍と軋轢を生んだ。もともと彼は、貴族が幹部を占める今の国軍では、ヴェルサイユ条約を打破して再軍備がかなったとしても結局、旧プロイセン王国的な旧式軍隊にしかならず、近代戦に対応できる軍隊にはならないと考えていた。レームが理想とするのは、国民軍の形態であった。突撃隊は5つの突撃隊上級集団（軍隊の「軍団」に相当）と18の突撃隊集団（「師団」相当）で構成され、国軍の5倍にあたる兵力を保持し、軍隊と同等の規律を有し、その指揮官達は元将校たちで占められていた。いつでも国軍に取って代わることができる状態であった。
国軍と突撃隊は1933年5月に協定を結んでおり、突撃隊と親衛隊と鉄兜団は国防省の管轄に入ることになっていた。国軍からのスタッフの手も借りてフリードリヒ・ヴィルヘルム・クリューガー突撃隊大将の下に突撃隊員の訓練が行われ、国軍に送りだしていた。しかしやがてレームは東部国境守備隊の指揮権を要求し、またその武器庫を管理下に置こうとし、国軍との対立を深めていた。
一方ヒトラーは国軍をもって再軍備を行うことを決めており、レームの国民軍構想を厳しくはねつけていた。1934年2月28日にはヒトラー立ち会いのもとに国防相ヴェルナー・フォン・ブロンベルク上級大将以下国防省の幹部とレーム以下突撃隊の幹部が会談した。ヒトラーの希望で両者は国軍がドイツ唯一の国防兵力と認め、突撃隊は準軍事組織としての役割に徹し、国軍入隊者への訓練などを主任務とすることで合意した。しかし会談後にレームは「あのふざけた伍長の言う事に何の意味がある！俺はこんな協定全く守る気はない！ヒトラーのような裏切り者は追い出さねば駄目だ。奴を排除した後、我々が権力を握るのだ！」と吐き捨てたという。

### 長いナイフの夜

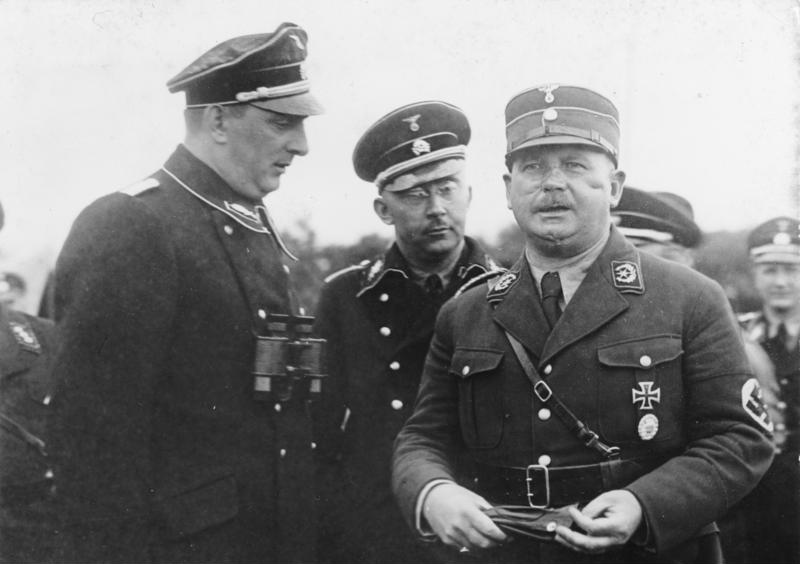
左からダリューゲ、ヒムラー、レーム

国軍軍務局長ヴァルター・フォン・ライヒェナウ少将と親衛隊SD長官ラインハルト・ハイドリヒ親衛隊少将は、突撃隊の排除のために連絡を取り合っていた。ハイドリヒはレームとその一派全員の抹殺を決意しており、親衛隊全国指導者ハインリヒ・ヒムラーを説き伏せてレームの粛清を決意させた。親衛隊はプロイセン州首相ヘルマン・ゲーリングと連携してレーム抹殺計画を進めた。ゲーリングにとってもレームは同州における警察権力、および国防軍総司令官の地位をめぐっての脅威であった。
突撃隊問題に曖昧な態度をとるヒトラーに粛清を決意させるため、ヒムラー、ハイドリヒ、ゲーリングらは突撃隊の「武装蜂起計画」をでっち上げることにした。1934年4月下旬から5月末にかけてハイドリヒは武装蜂起の証拠収集・偽造を行った。
そして1934年6月はじめ頃からそれらがばら撒かれて、武装蜂起の噂が流れた。これを重く受け止めたパウル・フォン・ヒンデンブルク大統領と国防相ヴェルナー・フォン・ブロンベルクは、1934年6月21日にヒトラーに対し「もし突撃隊問題が解決できないなら、ヒトラーの権限を陸軍に移して代わりに処置させる」と通告した。この通告により彼は粛清を実行するしかなくなった。また、この頃すでにヒンデンブルクの病状が悪化しており、死が近いことは明らかだった。軍にとって大きな存在である彼の死後、ヒトラーは忠誠を誓わせねばならないため、そのためには軍が望む突撃隊幹部の粛清が必要だった。ヒトラーはこの日に突撃隊の粛清を決意したという。
6月28日にヒトラーはリューマチ療養でバイエルン州バート・ヴィースゼーにある突撃隊の保養クラブ「クアハイム・ハンゼルバウアー」にいたレームと連絡を取り、突撃隊員が起こした暴行事件について6月30日に会議を行いたいので、幹部を集めておくようにと指示した。レームら幹部は疑うこともなく召集に応じた。6月30日午前6時30分頃、ヒトラーはゼップ・ディートリヒの部隊が到着するのを待たず、自ら親衛隊員を率いてレーム達幹部が就寝中にクラブハウスに押し入った。ヒトラーはレームに拳銃を突きつけ、「エルンスト、きみを逮捕する」と述べた。この時ヒトラーはレームを「Du」と、親称の二人称を使っている。レームは反逆を否定したが、ヒトラーは服を着るよう命じてすぐに部屋を出ていった。
逮捕された他の突撃隊幹部たちとともにミュンヘンのシュターデルハイム刑務所に移送された。ヒトラーの命令により、6月30日のうちに刑務所に入れられた幹部のうち、エドムント・ハイネス突撃隊大将、アウグスト・シュナイトフーバー突撃隊大将、ペーター・フォン・ハイデブレック突撃隊中将、ヴィルヘルム・シュミット突撃隊中将、ハンス・ハイン突撃隊中将、ハンス・フォン・シュプレーティ＝ヴァイルバッハ突撃隊大佐の6名が銃殺された。しかし、ヒトラーはレームについてはこの日処刑を見送っている。彼はミュンヘンを発つ際に「レームは彼の功績に免じて許した」と述べた。

### 射殺

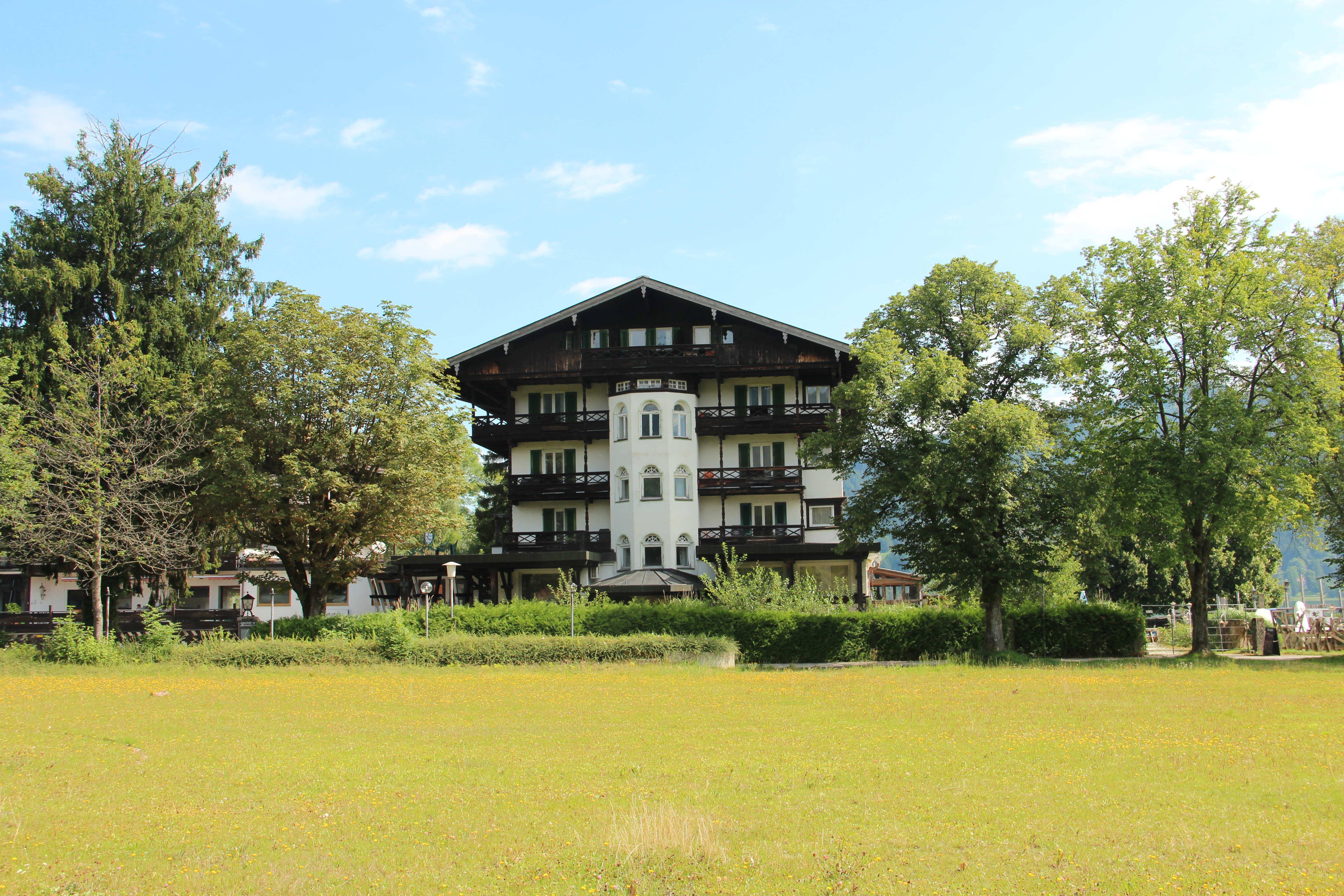
レームが滞在・逮捕されたクアハイム・ハンゼルバウアー（取り壊される前の2017年撮影）

しかしベルリンに戻った後、レームを助命しようというヒトラーの意志は、7月1日正午頃までにヒムラーとゲーリングによって崩された。ヒトラーはダッハウ強制収容所所長テオドール・アイケに、レームに自決の機会を与え、しないようなら彼を処刑するよう命じた。
午後2時頃、アイケは部下のダッハウ副所長ミヒャエル・リッペルトを引き連れて、シュターデルハイム刑務所のレームの独房を訪れた。アイケは彼に対して自身の逮捕を報じる党機関紙『フェルキッシャー・ベオバハター』と自決用に一発だけ弾の入ったブローニング拳銃を置いて「貴方は死刑に処される。総統は最終決断のための機会を貴方に与えた」と宣告したが、レームは「俺が殺されるべきというなら、アドルフ自らがやるべきだ」と抗弁した。2人は独房を後にしたが、いつまで経っても銃声がしないため、午後2時50分ごろ戻ると、レームは立ったままであった。アイケはレームを撃つようリッペルトに命じ、2発発砲した。撃たれた彼は床に倒れながら「わが総統よ…」と呟き、それにアイケは「貴方はもっと早くそれを言うべきだった」と返したとされる。まだ息があったため、もう1発胸に撃ち込んで殺害した（撃ったのがアイケとリッペルトのどちらであったかは不明）。
この粛清で、150名から200名、もしくはそれ以上の突撃隊幹部、党の政敵、反ヒトラー分子などが捕えられ、法的手続きを経ることなく処刑されたといわれている。その中にはミュンヘン一揆を鎮圧したグスタフ・フォン・カール元バイエルン州総督やナチス左派の元指導者グレゴール・シュトラッサー、陸軍中将クルト・フォン・シュライヒャー元首相などがいる。これによって親衛隊の超法規的措置の前例が生まれ、また国軍はナチスの強硬手段に戦慄しつつも脅威が一掃されたことを評価し、以降完全な協力を約束することになった。隊員の男色、狼藉、酒乱などで評判の悪かった突撃隊の粛清に市民の反応は冷静で、ニュースではおおむね好感をもって伝えられた。

## 人物

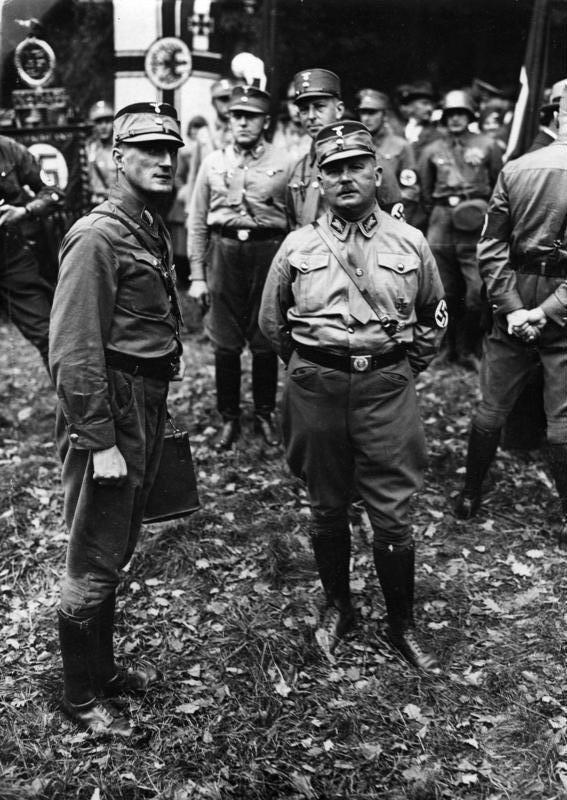
1933年2月、レームと副官のハンス・フォン・シュプレーティ＝ヴァイルバッハ伯爵、諜報部のカール・レオン・デゥ・ムーラン・＝エッカート（レームの後ろ）。

- 第一次世界大戦で負った戦傷で彼の鼻の半分は吹き飛ばされて欠けており、また頬には貫通銃創の跡が残っていた。そのためレームは人懐っこい笑顔をよく見せながらも[90]、まるで無頼漢のようなどすの利いた顔つきだった[91]。本人もよく周囲に「俺は平和より戦争の方が性に合っている」と豪語するなど、軍人然とした男であった。
- ヒトラーとは「Du（「お前」「きみ」などにあたる、親しい間柄で使うドイツ語の二人称）」と呼び合う関係であったが、このような対等なやり取りが許されていたのは、古参の党幹部でもレームだけであった[64]。そのため、ヒトラーがナチ党首として頭角を現してからもしばしば遠慮のない物言いをしている。
- ナチスは公式には1928年以来、同性愛者を党の敵と見なすとしていたが[92]、レームは公然たる同性愛者であり、同性愛を罰する条項の刑法175条の撤廃を主張していた[93]。近代家族主義擁護の立場から同性愛に反対するアルフレート・ローゼンベルクのことを「間抜けなモラルを説く奴」と罵倒していた[93]。レームは｢私のところにいる男たちは法律に反した特別な事（同性愛）に慣れねばならない｣とも述べており、突撃隊で横行していた同性愛は彼らの革命的性質と無関係ではなかったとされている[93]。レームが突撃隊幕僚長に就任した1931年以降、社民党など敵対政党の機関紙は「ナチスは刑法175条の維持を主張する癖に、身内には公然と同性愛を許している」として、レームの同性愛疑惑の追及を行った[93]。それでもヒトラーはレームの重要性から、彼らの同性愛を黙認していたが、長いナイフの夜の後は一転して彼の同性愛を激しく非難するようになった[94]。レーム粛清後、突撃隊に取って代わった親衛隊によって、同性愛者への弾圧は強化されるようになった[95]。粛清の犠牲者の遺族には年金が支払われたが、レームの母親は息子が同性愛者であると認めなかったため、受け取りを拒否している。

## 栄典

### バイエルン・ドイツ陸軍階級
- 1906年7月15日、伍長（Fahnenjunker）
- 1906年10月15日、軍曹（Unteroffizier）
- 1907年2月16日、士官候補生（Fähnrich）
- 1908年3月9日、少尉（Leutnant）
- 1914年11月30日、中尉（Oberleutnant）
- 1917年4月17日（辞令は1月17日）、大尉（Hauptmann）[10]

### ボリビア陸軍階級
- 1928年、中佐（Teniente Coronel）[10]

### ナチ党階級
- 1925年3月-5月1日、突撃隊指導者（Führer der SA）
- 1931年1月5日-1934年7月1日、突撃隊幕僚長（Chef des Stabes der SA）
- 1931年5月1日-1933年4月30日、国家社会主義自動車軍団指導者（Korpsführer des NSKK）
- 1933年6月-1934年7月1日、全国指導者（Reichsleiter der NSDAP）[10]

### 勲章
- 1914年12月29日、剣章付き第四級バイエルン軍功章（ドイツ語版）（Bayerische Militärverdienstorden IV. Klasse mit Schwertern）
- 1916年6月、1914年版第二級鉄十字章
- 1918年、1918年版戦傷章（Verwundetenabzeichen 1918 in Silber）
- 第一次世界大戦中、1914年版第一級鉄十字章
- 第一次世界大戦中、王冠・剣章付き第四級バイエルン軍功章（Bayerische Militärverdienstorden IV. Klasse mit der Krone und Schwertern）
- 1933年、黄金ナチ党員バッジ（Goldenes Parteiabzeichen der NSDAP）
- 1934年、1923年11月9日名誉章（血の勲章）（Ehrenzeichen vom 9. November 1923）
- 1934年2月、古参闘士名誉章袖章（Ehrenwinkel der Alten Kämpfer）
- 日時不明、摂政ルイトポルト・メダル（ドイツ語版）
- 日時不明、突撃隊名誉短剣（Ehrendolch der SA）[10]

## 関連作品
- 三島由紀夫『わが友ヒットラー』（新潮文庫ほか）
- ヒットラー（監督：クリスチャン・デュゲイ）2004年 ※ 二部構成（第一部「覚醒」）作品公式サイト（英語）

ナチス関連映画作品の中では、比較的、エルンスト・レーム登場場面が多い。ピーター・ストーメアが演じている。
- 薔薇の封印 -ヴァンパイア・レクイエム- （作・演：小池修一郎）2004年、宝塚歌劇団 （演：星原美沙緒）